# Ioan Tobă (Hatmanul)
Ioan Tobă, cunoscut și sub numele de Ioan Tobă Hatmanul (n. 10 iulie 1903, Filiu, județul Brăila – d. 1979, Brașov) a fost unul dintre ofițerii Armatei României din Al Doilea Război Mondial.
A condus detașamentul din Divizia 13 Infanterie care a fost implicat în Incidentul armat de la Putna din 6 iulie 1940.

## Participarea la operațiuni
În baza Hotărârii Consiliului Superior al Armatei, consemnată în procesul-verbal nr-2 din 1942, mareșalul Ion Antonescu, conducătorul statului aprobă rechemarea din „Cadrul Disponibil” în pozitunea de activitate, de serviciu, pe data de 30 iunie 1941 a căpitanului Ioan Tobă și dispune înscrierea acestuia în Anuarul Armatei în locul avut inainte de a fi trecut în „Cadrul Disponibil”, intre căpitanii Iancu Gheorghe si Budac Alexandru.:p. 1640 Pentru modul cum și-a îndeplinit misiunile pe front a fost decorat cu ordine române și germane.
Căpitanul Tobă D. Ioan, rămas pe front in situația de mobilizat, s-a distins in mod deosebit in toate operațiunile; fapt pentru care i s-a conferit Ordinul „Steaua României” cu panglică de Virtute Militară.:p. 1640
______ Decret nr. 687 din 5 martie 1942

## Distincții
- Ordinul „Steaua României”, cu panglică de „Virtute Militară” (1942)[2]:p. 1640